# Detrás de la fábrica de sueños

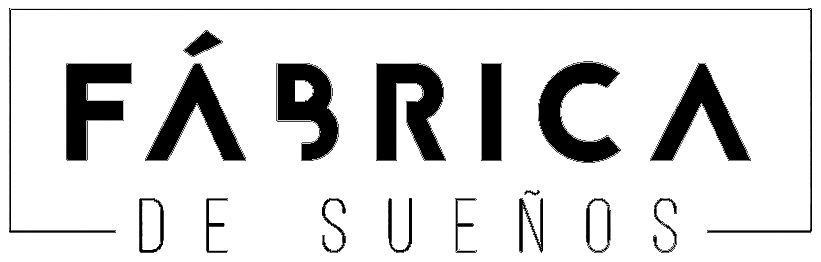

Detrás de la Fábrica de Sueños es una webserie creada en 2014 por Televisa.com, bajo la producción de Javier G Williams, en el que a manera de documental y a través de cápsulas informativas de aproximadamente 2 minutos de duración, se muestra el detrás de cámaras de las producciones de Televisa.

## Historia
En el mes de julio de 2014 se lanza la primera temporada de la webserie 'Detrás de la Fábrica de Sueños', contando con 15 capítulos de aproximadamente dos minutos de duración, escritos por Georgina Hidalgo Noriega, en los que a manera de documental para su transmisión vía internet, se muestra el Detrás de Cámaras de distintas producciones de Televisa, gigante televisivo que domina el segmento. Este proyecto está creado por Televisa.com, y se tienen planeadas posteriores temporadas. Adicional a la documentación de las producciones, se cuenta con entrevistas a distintos artistas pertenecientes a Televisa, como lo serían Mark Tacher, Gabriel Soto, Chabelo, César Bono, Maribel Guardia, entre otros. En cada capítulo, se puede apreciar un aspecto diferente de la producción televisiva: lavandería industrial, comedor y cocina, grabación en locación, continuidad, etc.
Estas cápsulas documentales se encuentran conducidas por Estrella Solís, quien es egresada del CEA y cuenta con una incipiente trayectoria en diversas producciones de Televisa.

## Capítulos de la temporada 1
- Capítulo 0: 'Bienvenidos a Detrás de la Fábrica de Sueños'. Explicación general del proyecto, se realizan entrevistas a Mark Tacher, Gabriel Soto y Luz Elena González.
- Capítulo 1: 'La Continuidad, cómo no perder el orden al grabar'. En este capítulo se realizan entrevistas a Dan Arenas y Aleida Núñez, visitando el foro de grabación de La Gata.
- Capítulo 2: 'En Locación, trabajando por todas partes'. Entrevista a Sergio Corona y visitas a la locación de 'Como Dice El Dicho'.
- Capítulo 3: 'El Vestuario, el personaje a través de la ropa'. Entrevista a Alfredo Adame, Raquel Garza y visita a la locación de 'Lo Que La Vida Me Robó'.
- Capítulo 4: 'Lavandería, ¿a dónde se van todas las manchas?'. Entrevista con Andrea Torre Hutt, y visita a la lavandería de Televisa.
- Capítulo 5: 'La Escenografía'. Entrevista a Javier López 'Chabelo' en el foro de su programa.
- Capítulo 6: 'Lavado Masivo de Ropa'. Visita al foro de Programa Hoy y entrevista con Jorge Aravena.
- Capítulo 7: 'Escenas de Acción: sangre, golpes y moretones'. Entrevista con el actor Marcelo Córdoba y visita al foro de 'De Que te Quiero te Quiero', en donde podemos ver el proceso de maquillaje en las secuencias de acción.
- Capítulo 8: 'El Comedor, todos nos juntamos a la hora de la comida'. Entrevistas con Bárbara Torres y Ulises de la Torre con visitas al comedor y cocina de Televisa Chapultepec.
- Capítulo 9: 'Las escenas románticas, creando amor en las pantallas'. Entrevistas con Susana González y José Ron.
- Capítulo 10: 'Diseño de Imagen, soy como me veo'. Entrevistas con Macaria y Luis Manuel Ávila, con visita al departamento de Diseño de Imagen.
- Capítulo 11: 'Accesorios, pequeñas cosas que construyen personajes'. Entrevistas con Jessica Segura, Maribel Guardia y Alan Estrada, visitando el departamento de Accesorios para las producciones.
- Capítulo 12: 'Plan de grabación, la guía de cada día'. Entrevista con Wendy González y visita a la locación de 'Como dice el Dicho'.
- Capítulo 13: 'El taller de costura, creando sueños de tela'. Entrevista con César Bono y visita al departamento de costura.
- Capítulo 14: 'El Catering, comiendo mientras graban fuera'. Entrevista con Michael Ronda, Alejandro Spitzer y a los encargados del departamento de cáterin de 'Como Dice El Dicho'.
- Capítulo 15: 'El maquillaje, preparando caras para la cámara'. Entrevista con Jorge Aravena, Raúl Araiza, Maribel Guardia y visita al foto de 'El Color de La Pasión'.